# アングロ・イスラエリズム

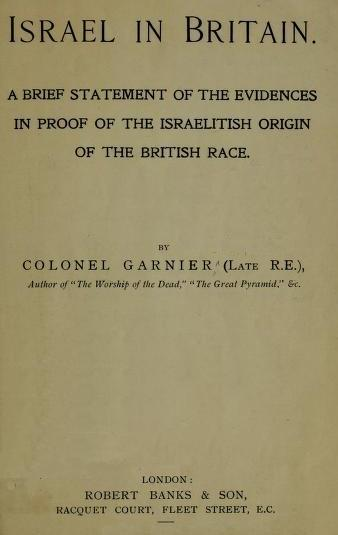
アングロ・イスラエリズムについて書かれた1890年の著作

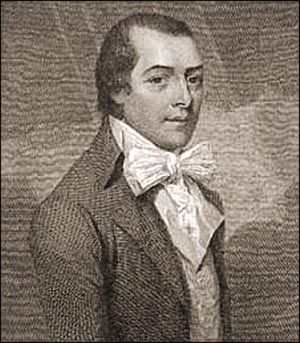
リチャード・ブラザーズ(1757–1824)

アングロ・イスラエリズム（Anglo-Israelism）またはブリティッシュ・イスラエリズム（British Israelism）は、アングロ・サクソン人がイスラエルの失われた10支族とする思想。特に、イギリス、ブリテン諸島人が「遺伝的、人種的、言語的に失われた10支族の直系の子孫であるとする。

## 始祖 リチャード・ブラザーズ
ニューファンドランド島出身の作家リチャード・ブラザーズは著作『暴かれた預言の知』(1794年)や『新エルサレム』で、自らを全能者の子孫、ダビデ王の子孫であるとし、ヘブライ王子としてパレスチナに新エルサレム王国を建設すると述べた。
ブラザーズは1822年に『イスラエルの失われた10支族の末裔としてのイギリス人から見たイングランド征服』を発表し、アングロ・イスラエリズムの始祖とされた。

## 19世紀
ブラザーズに続いて1840年にジョン・ウィルソンが『イスラエル起源のイギリス』を刊行した。
1861年にはグローバーが『ユダの末裔』を刊行した。
1864年にはスコットランド王室天文官でピラミッド学者のチャールズ・ピアッツィ・スミスが古代エジプト人とユダヤ人の研究にあたって、イギリス人の重要性を論じた。
1871年にはエドワード・ハインが『失われたイスラエル族としてのイギリス国民』を刊行し、週刊誌や月刊誌『死後の世界』などを創刊して、アングロ・イスラエリズムの主導者となった。
1874年には神学者ウィリアム・カーペンター、1879年にはトロントでウィリアム・プールが同種の書籍を刊行した。
1880年にはアメリカでG.W.グリーンウッドが月刊誌『世界の遺産』を創刊してアメリカにおけるアングロ・イスラエリズムの主導者となった。

## その他の地域
- ドイツではバックハウスが『セム族としてのゲルマン人』を出版したが、反響はなかった[1][14]。
- 日本の日ユ同祖論論者小谷部全一郎は、エドワード・ハインの著作を参考文献にあげており、酒井勝軍のピラミッド論に先行して、ハインはピラミッドとアングロ・サクソン人を関係付ける論を展開している[15]。
- アングロ・サクソン系アメリカ人の中には、ユダヤ人のパレスチナ帰還は「明白な宿命」であると考えるものが少なからずいるが、その神の計画とアメリカ人を結びつける信念の根底にはアングロ・イスラエリズムがある[15]。